# Australosymmerus rieki
Australosymmerus rieki är en tvåvingeart som först beskrevs av Donald Henry Colless 1970.  Australosymmerus rieki ingår i släktet Australosymmerus och familjen hårvingsmyggor. Inga underarter finns listade i Catalogue of Life.